# 张庙茶场
张庙茶场是位于江苏省句容市后白镇的一个国营农场。
1957年，张庙茶场建场。1968年，张庙茶场与方山、茅山、九华、浮山四个县属国营茶场在张庙建立联合精制厂。2006年《句容年鉴》指茶场拥有茶园面积为70公顷（1050亩），经营为茶叶生产。亦是江苏省农林厅无性系良种茶园科技示范基地。2012年及之前，在国家统计局网站统计中，所在区域以句容市张庙茶场之名列为句容市的一个类似乡级单位。